# Peggy McCarthy
Margaret Ann "Peggy" McCarthy (ur. 1 marca 1956 w Urbanie) – amerykańska wioślarka, brązowa medalistka olimpijska.

## Kariera
Wystąpiła na igrzyskach olimpijskich w Montrealu w 1976, gdzie osada USA w składzie: Jackie Zoch, Anita DeFrantz, Carie Graves, Marion Greig, Anne Warner, Peggy McCarthy, Carol Brown, Gail Ricketson i Lynn Silliman (sternik) zdobyła brązowy medal w ósemkach. W finale uplasowały się o 5,36 sekundy za osadą NRD i 2,51 sekundy za osadą ZSRR. Był to debiut tej konkurencji w programie olimpijskim i zarazem jedyny start olimpijski McCarthy. Nie wzięła udziału w igrzyskach olimpijskich w Moskwie w 1980 z uwagi na bojkot tych zawodów przez USA. 
Była też między innymi piąta w dwójkach bez sternika na mistrzostwach świata w Bledzie (1979). 
Kształciła się na University of Wisconsin-Madison, uzyskując dyplom inżyniera. Następnie pracowała w tym zawodzie w rejonie Bostonu.